# Lunasphere
Lunasphere è il secondo album in studio del gruppo progressive metal australiano Alchemist, pubblicato nel 1995.

## Tracce
1. Soul Return – 8:18
2. Lunation – 3:47
3. Unfocused – 6:22
4. Luminous – 0:49
5. Clot – 4:36
6. Yoni Kunda – 5:10
7. My Animated Truth – 3:34
8. Garden of Eroticism – 7:22
9. Closed Chapter – 4:58

## Formazione
- Adam Agius − voce, chitarra, tastiere
- Rodney Holder − batteria
- John Bray − basso
- Roy Torkington − chitarra